# Mie Aceh
Le mie Aceh ou mi Aceh est un plat de nouilles épicées, spécialité de la région d'Aceh en Indonésie.

## Ingrédients
Il s'agit de nouilles jaunes épaisses, servies avec de l'émincé de bœuf, de chèvre ou de fruits de mer, comme des crevettes ou du crabe. Le tout est servi dans une soupe chaude et épicée. Le mélange d'épices (bumbu) utilisé dans ce plat contient du poivre noir, du piment rouge, des échalotes, de l'ail, de la cardamome, du carvi, du cumin et de l'anis étoilé. Le tout est cuisiné avec des pousses de haricots mungo, de la tomate, du chou et du céleri. Le mie Aceh utilise des nouilles épaisses, dont la taille ressemble aux nouilles udon japonaises.

## Recettes
Il existe deux principales recettes de mie Aceh : le mie Aceh goreng (frit) et le mie Aceh kuah (en soupe).

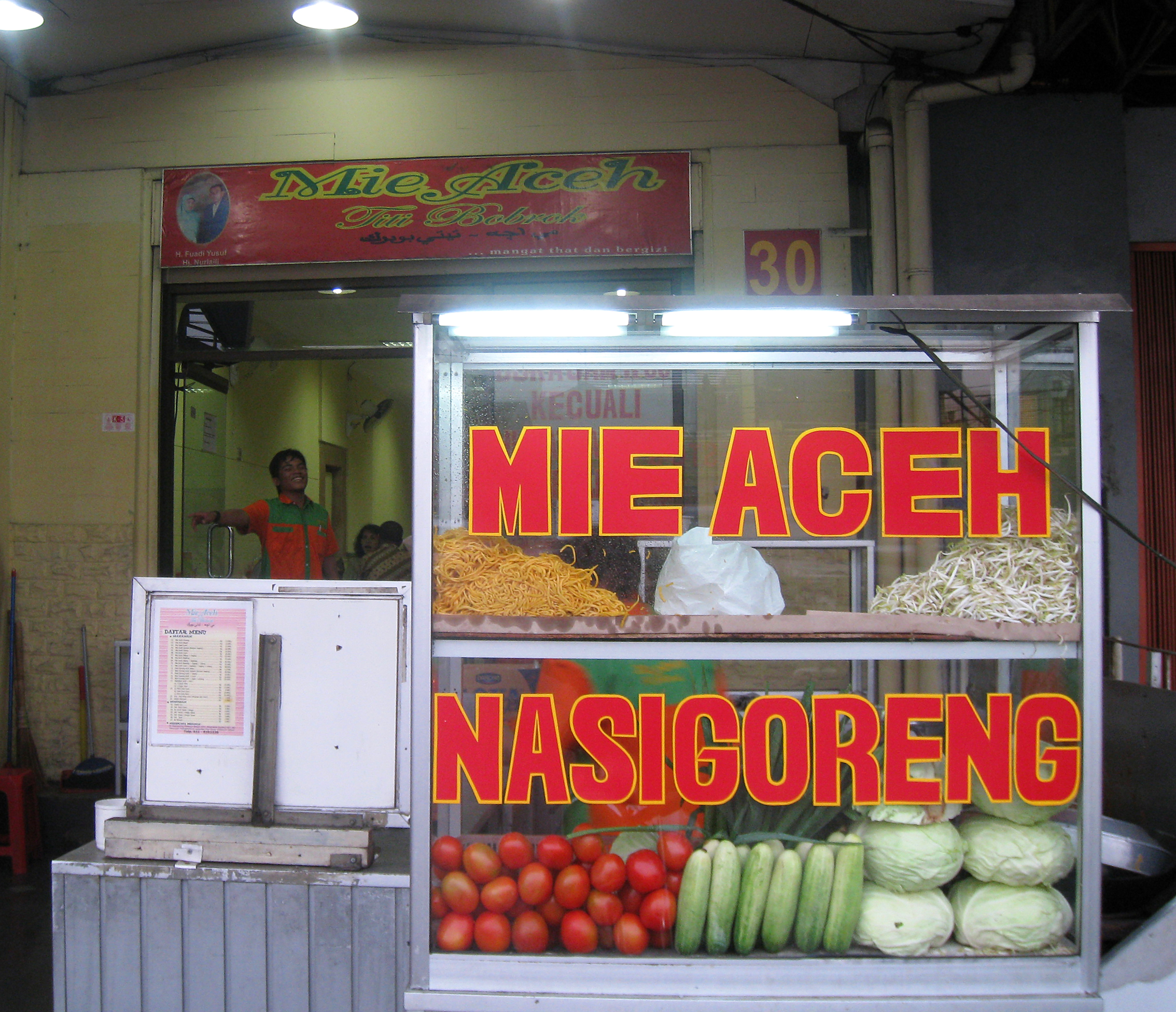
Restaurant de mie Aceh.